# دنیس ماندارینو
دنیس ماندارینو (انگلیسی: Denis Mandarino؛ زادهٔ ۷ مهٔ ۱۹۶۴) یک موسیقی‌دان اهل برزیل است. وی از سال ۱۹۸۳ میلادی تاکنون مشغول فعالیت بوده‌است.